# Aniridi
Aniridi er en medfødt genetisk lidelse, der viser sig som mangel af iris i et eller begge øjne.
Cirka 1 ud af 90.000 fødes med hel eller delvis aniridi (begge øjne eller kun det ene). I Danmark var der i 2001 kun registreret 5 børn med aniridi.
Lidelsen opstår ved en mutation, enten spontan eller nedarvet fra forældre, i kromosom 11.
Mutationen kan medføre andre lidelser, afhængig af hvor stor del af kromosomet, der er muteret. Udover manglende iris, kan der være potentiale for nyrekræft typisk inden barnet når 3-årsalderen.
Desuden kan der være unormal udvikling af urinveje, knæ og hjerne. Disse lidelser kaldes under et for WAGR syndromet (Wilms tumor, aniridi, genitale abnormaliteter, retardering) og Gillespie syndrom (muskelslaphed og cerebral ataksi).

## Patienter og behandling
En stor del af aniridi-patienterne vil lide af to eller flere dele af WAGR syndromet, men der findes også patienter, som kun har isoleret aniridi, hvor kun iris mangler. Det er dog meget sjældent, at en spontan mutation, der medfører aniridi, ikke samtidigt medfører andre WAGR-lidelser.
Wilms tumor er en meget farlig sygdom, som det er nødvendigt at undersøge for regelmæssigt, i hvert fald indtil barnet er tre år (ved en isoleret aniridi) og ellers gerne til mindst barnets 8. år.[kilde mangler]
Manglen på iris kan også påvirke trabekelværket, som er et netværk af væskekanaler, der omkranser iris, og som er en vigtig del i øjets kontinuerlige væskeudskiftning. Hvis trabekelværket er påvirket, således at der er en mindre gennemstrømning, er øjet i større risiko for at udvikle grøn stær, pga. det større tryk i øjet, og derved på synsnerven.
Det ses typisk, at aniridi-patienter udvikler grå stær allerede i barndommen. Dette kan der opereres for, men lægerne vælger som regel at udskyde operation til, når synet er så ringe, at personen ikke kan fungere rimeligt i dagligdagen, og helst indtil øjet er færdigudviklet som voksen. Operationen består af fjernelse af den matte linse med grå stær, og indsættelse af en kunstig linse. Da linsen holdes delvist på plads af nogle støttetråde i øjet, og disse har en tendens til at blive mere skrøbelige hos aniridi-patienter, er der en risiko for at trådene beskadiges, og linsen derved ikke kan sidde korrekt, hvilket i praksis umuliggør fokusering af billedet på nethinden, og dermed effektiv blindhed.
Aniridi-patienter går typisk til øjenkontrol hver 6. måned, hvor der, ud over almindelig synscheck, også checkes for trykket i øjet, samt udviklingen af grå stær.
Den gule plet, (som er en del af nethinden) i øjet, undersøges også, hvis aniridi er konstateret. Den indeholder normalt specielt mange tapceller, som giver farvesyn. Aniridi-patienters farvesyn kan gå fra normalt farvesyn til total farveblindhed. Det er ikke unormalt, hvis patienten har problem med at skelne mellem f.eks. brun og grå.
Patienter, der har aniridi, er ofte meget lysfølsomme, da de ikke har evnen til at blænde ned (iris' primære funktion), og de kan også have større udfordringer med at bedømme afstande korrekt, da fokuseringsevnen er nedsat. Når de udvikler grå stær, øges deres følsomhed for blændende eller dårlig belysning, da lyset spredes i den grå indeslutning i linsen.

## Synet
Synsevnen, såfremt grøn stær ikke er tilstede, kan variere fra meget dårlig (1/20) til næsten normal (15-19/20), altså fra næsten blindhed til stort set normalt syn, men mange børn, der fødes med aniridi, vil være i stand til at klare almindelig skolegang med hjælp til forstørrelse af bogstaver samt gode lysforhold. Aniridi-patienter har nemmest ved at læse, når lyset kommer ind skråt bagfra, og der er en god tydelig kontrast på det, der skal læses. Derfor kan grønne tavler med hårdt kridt være en dårlig cocktail for aniridi-børn.